# Hesiospina vestimentifera
Hesiospina vestimentifera är en ringmaskart som beskrevs av Blake 1985. Hesiospina vestimentifera ingår i släktet Hesiospina och familjen Hesionidae. Inga underarter finns listade i Catalogue of Life.